# Raïs M'Bolhi
Adi Raïs Cobos Adrien M'Bolhi Ouhab - em árabe, كوبوس عدي ادريان الجرذان وهاب مبولحي (Paris, 25 de abril de 1986), mais conhecido por Raïs M'Bolhi, é um futebolista franco-argelino que atua como goleiro. Atualmente joga pelo Antalyaspor.
Filho de um congolês com uma argelina, representa o país natal de sua mãe desde 2010.

## Carreira em clubes
Após passagens pelas categorias de base do RCF Paris, M'Bolhi assinou com o Olympique de Marseille, também para representar o time de juniores, chegando a defender o time B.
Em 2006, aos 20 anos, foi contratado pelo Heart of Midlothian logo após ser dispensado pelo Olympique. No clube escocês, não atuou em nenhuma partida. Passou despercebido também pelos clubes gregos Ethnikos Pireu (cinco jogos) e Panetolikos (oito partidas), até ser contratado pelo F.C. Ryūkyū, da Japan Football League (terceira divisão japonesa), tendo atuado em 22 partidas.
Seu desempenho pela equipe nipônica chamou a atenção do Slavia Sofia, que o contratou em 2009. Chegou a fazer um período de testes no Manchester United, mas os "Red Devils" optaram em não fazer proposta pelo goleiro, que voltou ao Slavia, para ser emprestado ao CSKA Sófia.
Teve ainda passagens pelo Krilia Sovetov, novamente pelo CSKA (novamente por empréstimo) e pelo Gazélec Ajaccio, da segunda divisão francesa, até regressar pela terceira vez ao CSKA em 2013, e ficando até julho de 2014 quando se transfere para o Philadelphia Union.

## Seleção Argelina

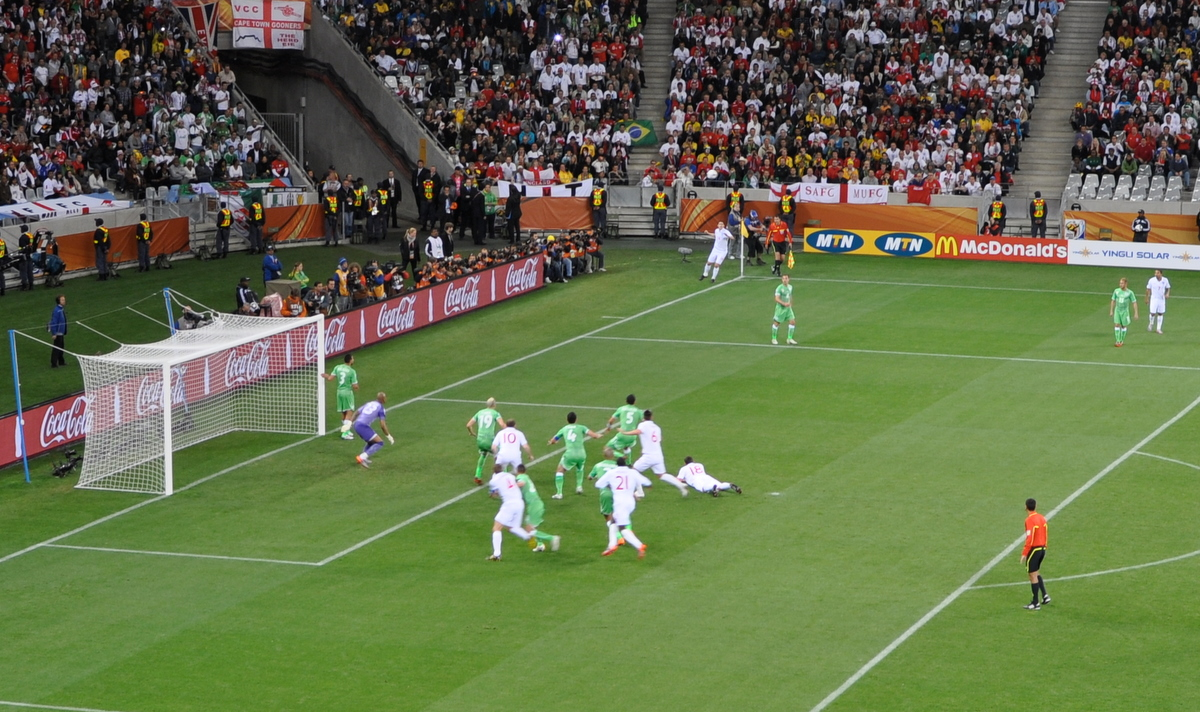
M'Bolhi durante jogo entre Argélia e Inglaterra, pela Copa de 2010.

Francês de origem, M'Bolhi chegou a defender as seleções sub-17 e sub-18 dos Bleus. Sabendo de que não teria chances na equipe principal, optou em defender a Argélia, fazendo sua estreia em 2010. Acabou sendo convocado para defender as Raposas do Deserto na Copa do Mundo, realizada na África do Sul.
Sua primeira participação em Copas foi obra do acaso: em decorrência da gritante falha de Faouzi Chaouchi contra a Eslovênia, o treinador Rabah Saâdane sacou o titular e colocou o goleiro para jogar contra a temida seleção da Inglaterra, mas foi praticamente pouco exigido.
Na Copa do Mundo de 2014 atuou toda a competição até a eliminação nas oitavas de final, fato inédito para a Argélia. Rais teve atuação destacada contra a Bélgica e Alemanha.